# Geocentrism

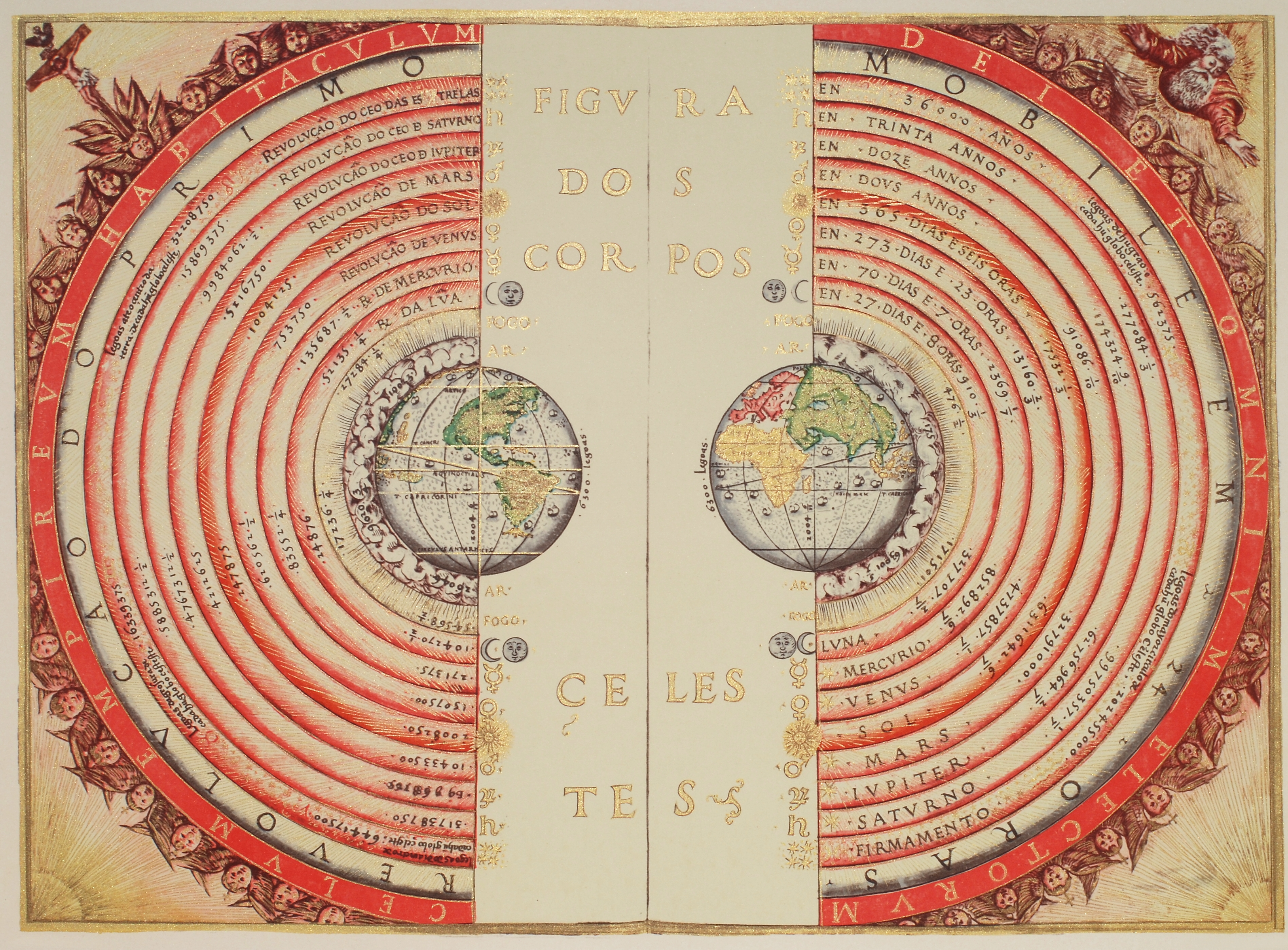
Modelul Geocentric al Sistemului Solar — Reprezentare din 1568 a sistemului geocentric, autorul fiind cosmograful și cartograful portughez Bartolomeu Velho, (Bibliothèque Nationale, Paris)

Geocentrismul este o teorie cosmologică (sau model de fizică cerească) azi abandonată. A fost primul sistem și concepție astronomică al multor civilizații antice, cum sunt grecii, evreii, romanii, egiptenii și babilonienii, asirienii și perșii, această uranografie predominând ca explicație general acceptată până în secolul al XVI-lea, când a fost lent și gradual înlocuită cu diverse modele heliocentrice, printre care și cel care este azi prevalent.
Deși geocentrismul a fost modelul predominant în Antichitate, el nu a fost și unicul, cel puțin în cazul grecilor existând și înțelepți care au pledat pentru modelul heliocentric. Aristarh este exemplul cel mai cunoscut.
O posibilă explicație a faptului că modelul geocentric a fost adesea și primul propus și în același timp a rămas preponderent milenii, e că pentru toți observatorii Soarele și planetele păreau a se roti în jurul Pământului, în timp ce observatorul constata că Pământul rămânea static. Fără un punct de referință exterior, o concluzie similară trage chiar și azi, de exemplu, un pasager aflat într-un vagon de tren tocmai pus în mișcare, și care nutrește un timp falsa impresie că de fapt trenul de pe linia alăturată a început să se miște. Singura excepție de la regula primordialității clare a unui sistem geocentric este cel al civilizației grecești, unde ideile geocentrice (Pitagora, Platon, Aristotel) au apărut relativ simultan cu cele heliocentrice (Filolaus, Icetas, Aristarh).
Modelul geocentric a fost uneori asociat cu teoria Pământului plat, însă grecii au abandonat devreme această idee, de prin secolul VI î.e.n., grație lui Pitagora Alții, precum evreii de exemplu, au păstrat această asociere între geocentrism și ideea de Pământ plat, așa cum se mai poate constata și azi în Scripturile evreiești și creștine. Astfel cosmologia pe care o găsim în Biblie descrie un Pământ plat peste care se întinde un vast “firmament”, adică un imens tavan rigid; etimologia termenului firmament însăși sugerează, atât în românește cât și în ebraica biblică, natura sa rigidă, Facerea vorbind despre o "tărie" numită de Dumnezeu cer (vezi de exemplu Facere I, versetele 6, 7 și 8). Acest tavan avea rolul separator, adică de a ține "apa cosmică" să nu cadă pe pământ (Facere 1:6-8), avea formă de cupolă și era sprijinit pe crestele munților. Avea găuri sau fante dotate cu capace (Facere 7:11) care permiteau uneori apei de deasupra să cadă sub formă de ploaie pe pământ. Proverbe 8:31 vorbește de rotocolul pământului sugerând clar că este vorba de forma rotunda. Firmamentul era în același timp și suportul pe care Dumnezeu a pus Soarele (Psalmi 19:4) și stelele (Facere 1:14) în cea de-a patra zi a creației. Evreii mai credeau că pământul, de formă plată fiind, plutește pe o altă imensă cantitate de apă (Facere 1 :7) și că în timpul miticului Potop al lui Noe aceste oceane s-au unit pentru a-l acoperi.
Urmând Biblia și atmosfera culturală elenistică a epocii lor, Sfinții Părinți ai Bisericii Creștine Timpurii au împărtășit și ei ideile geocentriste, așa cum se poate constata, de exemplu, din scrierile Sfântului Vasile cel Mare. Sfântul Ioan Gură de Aur, nu avea nici el o concepție diferită de aceea biblică, așa cum se poate constata din a 4-a sau a 12-a sa omilie, după cum și Sfântul Grigore de Nazianz avea și el o opinie tot în conformitate cu sugestia Scripturii, ca și Grigore de Nyssa.
Sfântul Ioan Gură-de-Aur, literalist convins, împărtășea integral concepția biblică despre lume, fiind convins că Pământul este nu numai static și situat în centrul lumii, ci și plat, plutind pe ape. Părintele Lactanțiu (sfetnicul Sfântului Constantin cel Mare și profesorul fiului lui) a scris violente pagini contra celor care considerau că Pământul este rotund, la fel ca și Sfântul Ieronim, care și el credea și promova ideea Pământului nu numai aflat în centrul Universului (geocentrism), ci și ideea de origine biblică că Pământul este plat; astfel de idei va manifesta în aceeași epocă și călugărul bizantin geograf Cosmas Indicopleustes, și nici măcar Isidor din Sevilia nu poate fi exclus dintre adepții Pământului plat, căci deși era un teolog care dispunea de numeroase surse păgâne, va compila enciclopedii pe baza lor rămânând prea confuz în chestiunea sfericității Terrei, pentru a putea trage azi o concluzie certă. 
De altfel, Sfinții Părinții ai bisericii creștine timpurii nu s-au înșelat atunci când au interpretat Biblia ca fiind o scriere a cărei cosmologie este geocentrică și a cărei opinie despre forma Pământului este că acesta este plat, întrucât înțelepții iudaismului care au interpretat și ei Biblia (evreiască) de-a lungul timpului, n-au ajuns deloc la o concluzie diferită.

## Cosmologia greacă
Cosmologia greacă geocentrică este cea mai importantă din mai multe motive; în primul rând ea a influențat cultura europeană pentru mai bine de 2 milenii, până când în sec. al XVI-lea în Occident au fost propuse cu succes noi modele heliocentrice. În al doilea rând, ea e importantă pentru că a reușit să influențeze chiar și cosmologia biblică creștină, a Noului Testament, care părăsește opinia veterotestamentară a cosmosului format din 3 entități, pentru a împrumuta complicata structură cerească tipică gândirii grecești. În al treilea rând, în ciuda falsității ei, această cosmologie geocentrică se perfecționa continuu și dădea cont de cea mai mare parte a observațiilor empirice, în contrast cu versiunile heliocentrice, care erau respinse din pricina incapacității lor de a explica lipsa fenomenului de paralaxă.
Primii filozofi greci precum Thales, Anaximandru și Anaximene (“cei 3 cosmologi”, cum sunt ei cunoscuți - Mircea Florian, 1922). Considerau Pământul a fi plat și fix, restul corpurilor cerești cunoscute rotindu-se în jurul lui.
Pitagora și (cei mai mulți dintre) discipolii săi imaginează o cosmologie originală, în care Pământul este deja rotund, nu se află în punctul central de rotație al planetelor (nu e un model heliocentric), în acest punct special aflându-se imaginarul și invizibilul “foc central” (Mircea Florian, Îndrumar de Filosofie, 1922, reeditat Humanitas 1992), în jurul acestuia rotindu-se planetele și Pământul, plus “sfera stelelor fixe”, plus o altă planetă imaginară, Antipământul.
Platon are o cosmologie încă și mai fabuloasă și mitică, Pământul (rotund) aflându-se în centru, static, planetele fiind extrem de aproape de el, iar stelele la o distanță de asemenea mică (~10 diametre terestre), toate rotite de zeițele destinului. Discipolul lui Platon Eudoxus din Knidos va fi cel care, păstrând viziunea platoniciană, va repune accentul pe perfecțiunea sferelor (sau cercurilor) pe care evoluează în mișcarea lor în jurul Pământului planetele, reluând o idee dragă sectei pitagoreice.
Pentru Aristotel, un alt elev al lui Platon, Pământul se afla în centru, sferele pe care se rotesc planetele și Soarele sunt transparente (din cristal), solide și concentrice; acest sistem încă simplu nu putea explica mișcarea planetelor în toată complexitatea ei, ratând să dea cont, de exemplu, de mișcările retrograde, în consecință Aristotel a trebuit să-l complice adăugându-i mișcări de rotație suplimentare, și astfel sfere de rotație suplimentare. Aristotel ajunge să explice astfel mișcarea a 6 planete postulând existența a nu mai puțin de 55 de sfere! Această "soluție" a complicării excesive a geocentrismului pentru a răspunde printr-un baroc puțin verosimil la ceea ce rata în forma lui originală și simplă, va rămâne un handicap permanent al modelului ptolemaic până la abandonare.
Modelul aristotelician este perfecționat de Iparh (Hiparh) și alții, care introduc modelul cu epicicluri; modelul la nevoie mărește numărul de sfere de rotație la mai mult de două pentru explicarea traiectoriei unui singur corp ceresc (la câte se limitase Aristotel), și a fost cunoscut pentru un mileniu și jumătate sub numele de ptolemeic, după numele lui Ptolemeu, un autor scriind în secolul II e.n., care în Megali Sintaxis a sistematizat toată astronomia greacă, aplicând teoria epiciclurilor la toate planetele cunoscute, la Soare și la Lună (Encicl. Britannica). A făcut-o la timp, întrucât curând libertatea de a specula pe tema astrelor va fi drastic îngrădită de creștinismul ajuns religie de stat, interesul însuși pentru fizică migrând înspre metafizică
Modelul geocentric va rămâne în grația autorităților și a publicului larg până când Nicolaus Copernic va propune în secolul al XVI-lea alternativa heliocentrică.

## Geocentrismul contemporan
Azi geocentrismul a încetat să mai fie o teorie științifică, însă e departe de a fi dispărut: în SUA și în alte țări există diverse mișcări care, în general din motivații religioase, mai susțin încă veracitatea teoriei geocentriste. Unul din cinci americani crede că Soarele se rotește în jurul Pământului. În România postcomunistă aproape un român din doi crede că Soarele se rotește în jurul Pământului.